# 研究所大學
研究所大學，是一種以研究所（graduate school）為中心、並沒有提供本科課程的大學，因此需具有學士學位者方可入學。

## 美國

### 私立大學
- 洛克菲勒大學
- 冷泉港實驗室
- 愛因斯坦醫學院
- 克萊蒙研究大學

### 公立大學
- 加利福尼亞大學舊金山分校 (UCSF)

## 日本

### 私立大學
- 沖繩科學技術大學院大學 (OIST)
- 國際大學 (IUJ)
- 文化时尚研究生院（BFGU）

### 國立大學
- 奈良先端科學技術大學院大學（NAIST）
- 北陸先端科學技術大學院大學（JAIST）
- 綜合研究大學院大學（SOKENDAI）
- 政策研究大學院大學（GRIPS）